# 내게 남은 사랑을 드릴께요
〈내게 남은 사랑을 드릴께요〉는 1988년에 나온 장혜리의 3집 타이틀곡이다. 작사는 함경문, 작곡은 하광훈, 편곡은 김동성이 맡았다. 발매 당시, 대중에게 큰 인기를 끌었다. 제목은, 맞춤법에 따르면, ‘드릴게요’가 맞지만 당시에는 ‘드릴께요’로 발표되었다.
가수 왁스가 2001년에 록 버전으로 지구성하여 〈내게 남은 사랑을 다 줄께〉라는 노래를 발표하였다. 배우 김정은이 드라마 《파리의 연인》에서 불러 많은 인기를 얻었다. 그 밖에도 김경호, EXID의 솔지, 마마무의 솔라, 소찬휘 등이 장혜리의 노래를 리메이크하여 불렀다.
미스터트롯 이찬원이 사랑의 콜센타에서 장혜리의 노래를 불러 큰 인기를 모았다.